# 中澤武雄
中澤 武雄（なかさわ たけお 、1913年2月5日 - 1946年6月20日）は、マトロイド理論を独自に発明した日本の数学者。

## 来歴
高知県出身。
ドイツ語で4つの論文を発表し、そのうち最初の3つは、東京文理科大学（筑波大学の前身）で助手として働いていた1935年から1938年にマトロイド理論の主題を紹介したものだった。最後の論文が発表された後、1938年に25歳の時に、事実上日本によって統治されていた満州国に移り、そこで官僚として働いた。1945年の日本の敗北により、ソビエト連邦が満州を支配し、中澤はシベリアに連行された。1946年にソビエト連邦のハバロフスクでジストロフィーにより、33歳で死去した。